# Космос-582
Космос-582 је један од преко 2400 совјетских вјештачких сателита лансираних у оквиру програма Космос.
Космос-582 је лансиран са космодрома Плесецк, СССР, 28. августа 1973. Ракета-носач Р-14 Чусоваја (рус. Чусовая) (8К65, НАТО ознака SS-5 Skean) са додатим степеном је поставила сателит у орбиту око планете Земље. Маса сателита при лансирању је износила 750 килограма. Космос-582 је био сателит намијењен за електронско извиђање, јављање и навођење.